# Comando Superiore Forze Armate Sardegna
Das Comando Superiore Forze Armate Sardegna (italienisch für Oberkommando der Streitkräfte Sardinien) war ein Großverband des Königlich-Italienischen Heeres auf Sardinien. Er bestand von Juli bis Oktober 1943.

## Geschichte
Das Oberkommando der Streitkräfte Sardinien wurde am 15. Juli 1943 wenige Tage nach Beginn der Invasion der Alliierten auf Sizilien (Operation Husky) aufgestellt. Es besaß die Stärke einer Armee und wurde von Generale di corpo d’armata Antonio Basso befehligt. Das Kommando wurde aus dem Stab des XIII. Armeekorps gebildet und unterstand der Armeegruppe Süd. Das im Süden der Insel stehende XIII. Armeekorps trug bereits seit dem 28. März 1943 die Doppelbezeichnung  XIII. Armeekorps – Oberkommando der Streitkräfte Sardinien.
Der Großverband war mit der Verteidigung der Insel, insbesondere mit Küstenschutzaufgaben betraut worden und kontrollierte die auf Sardinien stationierten italienischen Verbände und Einheiten aller Teilstreitkräfte. Allein die dem Oberkommando direkt unterstellten Truppen besaßen eine Stärke von etwa 133.000 Mann, auch wenn sie schlecht ausgerüstet und bewaffnet waren. Daneben existierten auf der Insel fünfzehn von der Regia Aeronautica betriebene Flugfelder, wovon nur die Flugplätze von Cagliari und Fertilia bei Alghero in größerem Maße genutzt wurden. Lediglich der Marinestützpunkt auf La Maddalena war gut ausgerüstet und von besonderer Bedeutung.
Auf der Insel befand sich auch die in Aufstellung befindliche 90. Panzergrenadier-Division der Wehrmacht unter Generalleutnant Carl-Hans Lungershausen. Die deutsche Division zählte etwa 20.000 Mann mit 62 Panzern. Daneben war noch eine nicht unbedeutende Anzahl von Luftwaffenangehörige auf Sardinien stationiert. Nach dem Sturz Mussolinis am 25. Juli 1943 erlangte Sardinien noch eine ganz besondere Bedeutung, als Mussolini von Anfang bis Ende August auf La Maddalena interniert wurde.
In der Nacht vom 2. auf den 3. September 1943 langte bei Oberbefehlshaber Basso in seinem Hauptquartier in Bortigali das geheime „Memorandum 44“ des Oberkommandos der italienischen Streitkräfte an. Darin wurde der italienische Seitenwechsel zugunsten der Alliierten angedeutet und Anweisungen gegeben, wie sich die Streitkräfte in einem solchen Fall verhalten sollten. Dem Oberkommando der Streitkräfte Sardinien wurde auferlegt, alle deutschen Truppen auf Sardinien unschädlich zu machen. Nach der Bekanntgabe des Waffenstillstands von Cassibile am Abend des 8. September, handelte Generalleutnant Lungershausen mit Basso den Abzug seiner Division nach Korsika aus.
Am Morgen des 9. September besetzten Einheiten der 90. Panzergrenadier-Division kampflos den Hafenort Palau und die gegenüberliegende Insel La Maddalena, die als Brückenkopf für die Überfahrt nach Bonifacio auf Korsika genutzt werden sollten. Am Nachmittag griffen deutsche Bomber vom Typ Dornier Do 217 des Kampfgeschwaders 100 mit Fritz X-Bomben das italienische Schlachtschiff Roma im westlich gelegenen Golf von Asinara an und versenkten es. Nachdem einigen von den Deutschen festgesetzten italienische Marineoffizieren des Marinestützpunktes die Flucht gelungen war, organisierten sie mit etwa 100 Mann den Widerstand und griffen am Morgen des 13. September die Deutschen auf La Maddalena an. Die mehrere Stunden andauernde Kämpfe kosteten auf italienischer Seite 24 Tote und 46 Verwundete, während die Deutschen acht Tote und 24 Verwundete zu beklagen hatten.
Bei weiteren kleineren Feuergefechten mit den abziehenden deutschen Truppen kamen weitere Soldaten ums Leben. In der Zwischenzeit war am 11. September beim Oberkommando der Streitkräfte Sardinien der von Mario Roatta unterzeichnete Befehl eingetroffen, den Anweisungen des Memorandums 44 Folge zu leisten und die deutschen Truppen auszuschalten. Basso spielte jedoch auf Zeit, wies Anfragen untergeordneter Offiziere, die Deutschen angreifen zu dürfen, ab und befahl weit vom Gegner entfernten Verbänden, die Verfolgung der aufzunehmen. Nachdem Roatta erneut das Oberkommando aufgefordert hatte, seinen Befehlen Folge zu leisten, ließ Basso am 17. September das Feuer auf die Ablegeplätze eröffnen. Zu einem Zeitpunkt, als die ersten Alliierten ihren Fuß auf Sardinien setzten und Basso bereits wusste, dass die 90. Panzergrenadier-Division und die zu den Deutschen übergelaufenen Teile der 184. Fallschirmjäger-Division „Nembro“ abgezogen waren. Am 18. September meldete er den Alliierten, dass die Insel vom Feind befreit sei.
Ende Oktober 1943 wurde das Oberkommando der Streitkräfte Sardinien in Militärkommando Sardinien (italienisch Comando militare della Sardegna) umbenannt.

## Befehlshaber
- Generale di corpo d’armata Antonio Basso

## Gliederung
- 1. August 1943 bis 8. September 1943
  - XIII. Armeekorps
  - XXX. Armeekorps
    - 47. Infanterie-Division „Bari“ (direkt unterstellt)
    - 184. Fallschirmjäger-Division „Nembro“ (direkt unterstellt)

Quelle